# Riet Raaphorst
Maria Hendrika (Riet) Raaphorst (Wassenaar, 21 oktober 1919 – Den Haag, 14 april 1946) was een Nederlands illustrator, schilder en dichter.

## Leven en werk
Raaphorst was een dochter van de kunstschilder Wilhelmus (Willem) Raaphorst (1870-1963) en Maria Wilhelmina Wensveen (1884-1941). Haar oom Cornelis Raaphorst (1875-1954), bijgenaamd de Katjesschilder, was een bekend schilder van katten. Ze was een leerling van Paul Citroen. Vanaf 1932 maakte ze diverse series ansichtkaarten, die door een aantal uitgevers werden uitgebracht. De kaarten tonen onder meer spelende kinderen, bloemen en sprookjesfiguren. Tijdens de oorlogsjaren illustreerde Raaphorst diverse (prenten)boekjes. Ze maakte daarnaast feeërieke schilderijen en liet zo'n 500 gedichten na. Raaphorst leed aan een spierziekte en overleed op 26-jarige leeftijd.

## Werken (selectie)

### Illustraties
- Clinge Doorenbos, J.P.J.H. Poesjes met vacantie : versjes van Clinge Doorenbos. Amsterdam: Mulder & Zoon.
- Heem, Adri van (1941) "Het kindje uit de Hemel". Roermond: J.J. Romen en Zonen.